# Santa Rosa de Proboste
Santa Rosa de Proboste ist eine Ortschaft im Departamento Santa Cruz im südamerikanischen Anden-Staat Bolivien.

## Lage im Nahraum
Santa Rosa de Proboste ist ein Ort im Kanton Cotoca im Municipio Cotoca in der Provinz Andrés Ibáñez und liegt auf einer Höhe von 373 m. Santa Rosa de Proboste liegt auf halbem Weg zwischen Santa Cruz de la Sierra im Westen und dem Río Grande im Osten, einem der längsten Flüsse im Binnenstaat Bolivien.

## Geographie
Santa Rosa de Proboste liegt im bolivianischen Tiefland östlich der Anden-Gebirgskette der Cordillera Central. Die Region weist ein subtropisches Klima mit ausgeglichenem Temperaturverlauf auf.
Die mittlere Durchschnittstemperatur der Region liegt bei 24 °C, die Monatswerte schwanken nur unwesentlich zwischen 20 °C im Juli und 26 °C im Dezember (siehe Klimadiagramm Santa Cruz). Der Jahresniederschlag beträgt etwa 1000 mm, die monatlichen Niederschläge liegen zwischen unter 50 mm in den Monaten Juli und August und über 150 mm im Januar.

## Verkehrsnetz
Santa Rosa de Proboste liegt in einer Entfernung von 22 Straßenkilometern östlich von Santa Cruz, der Hauptstadt des Departamentos.
Von Santa Cruz aus führt die asphaltierte Nationalstraße Ruta 4/Ruta 9 in östlicher Richtung 20 Kilometer bis Cotoca und weiter nach Puerto Pailas, wo sie den Río Grande überquert und zur Stadt Pailón führt. Dort teilen sich die beiden Nationalstraßen, die Ruta 4 führt über 587 Kilometer bis nach Puerto Suárez an der brasilianischen Grenze und die Ruta 9 führt 1175 Kilometer nach Norden bis Guayaramerín. Zwei Kilometer südwestlich von Cotoca liegt die Ortschaft Santa Rosa de Proboste.

## Bevölkerung
Die Einwohnerzahl der Ortschaft ist in dem Jahrzehnt zwischen den beiden letzten Volkszählungen um mehr als ein Drittel angestiegen:
| Jahr | Einwohner         | Quelle       |
| ---- | ----------------- | ------------ |
| 1992 | keine Detaildaten | Volkszählung |
| 2001 | 571               | Volkszählung |
| 2012 | 802               | Volkszählung |
| 2024 |                   | Volkszählung |

Die Region weist einen gewissen Anteil an Quechua-Bevölkerung auf, im Municipio Cotoca sprechen 17,8 Prozent der Bevölkerung Quechua.